# ریگ‌ددیان
ریگ‌ددیان (نام علمی: Chalicotheriinae) نام یک زیرخانواده از تیره ریگ‌ددان است.